# Rosario Fina
Rosario Fina (ur. 23 marca 1969 w San Cataldo) – włoski kolarz szosowy, złoty medalista mistrzostw świata.

## Kariera
Największy sukces w karierze Rosario Fina osiągnął w 1993 roku, kiedy wspólnie z Gianfranco Contrim, Rossano Brasim i Cristianem Salvato zdobył złoty medal w drużynowej jeździe na czas podczas mistrzostw świata w Oslo. Był to jednak jedyny medal wywalczony przez niego na międzynarodowej imprezie tej rangi. W tej samej konkurencji zdobył też złoty medal na mistrzostwach świata juniorów w 1987 roku. Ponadto Coppa San Geo i Giro Valli Aretine w 1991 roku oraz Freccia dei Vini - Memorial Dottor Luigi Raffele dwa lata później. W 1995 roku wystartował w Tour de France, ale nie ukończył rywalizacji. nigdy nie wystąpił na igrzyskach olimpijskich. W 1996 roku zakończył karierę.